# Hewitola stempfferi
Hewitola stempfferi is een vlinder uit de familie van de Lycaenidae.
De wetenschappelijke naam van de soort is, als Epitola stempfferi, voor het eerst geldig gepubliceerd in 1962 door Thomas Herbert Elliot Jackson. Williams plaatste de soort in 2007 in het geslacht Cerautola, ondergeslacht Hewitola. Bouyer waardeerde in 2013 het ondergeslacht Hewitola op tot geslacht.

## Type
- holotype: 27. IX. 1951. P. Rougeot leg. Coll. Stempffer.
- typelocatie: "Gaboon: Douano"

De soort is gemeld uit Gabon (Douano), Frans-Equatoriaal-Afrika (Ouésso) en Congo (Buta District, Yopole). De soort werd vernoemd naar H. Stempffer uit Parijs.